# رجال کشی
رجالِ کَشّی یکی از معتبرترین کتب شیعیان در علم رجال است که در نیمه دوم قرن چهارم توسط محمد بن عمر بن عبدالعزیز کَشّی،منسوب به کش، محدث و رجال‌شناس شیعه، تألیف گردید. به گزارش معالم العلماء ابن شهر آشوب و قاموس الرجال محقق شوشتری، کتاب رجال کشی به «معرفة الناقلین عن الائمه الصادقین» یا «معرفة الرجال» اصل کتاب هم‌اکنون موجود نیست. آنچه امروز موجود است خلاصه آن است که محمد بن حسن طوسی به شاگرد خود املا کرده‌است. نامی که شیخ طوسی یا شاگردانش به کتاب داده‌اند اختیار معرفة الرجال است.
این کتاب در سال ۱۳۴۸ و در همزمان با کنگره هزاره شیخ طوسی توسط حسن مصطفوی در دانشگاه مشهد با مقدمه محمد واعظ زاده خراسانی  و همراه با تحقیق حسن مصطفوی به چاپ رسید.
همچنین در سال ۱۳۸۲ با تحقیق و تصحیح محمدتقی فاضل میبدی و ابوالفضل موسویان توسط  سازمان چاپ و انتشارات وزارت فرهنگ و ارشاد اسلامی به چاپ رسیده‌است.

## منبع‌ها
1. ↑  «معرفی کتاب «رجال کشی»». تبیان.